# Anisoptera (végétal)
Cet article concerne le genre végétal Anisoptera. Pour Anisoptera (libellules), voir Anisoptera.
Genre
Classification phylogénétique
Anisoptera est un genre d'arbres de la famille des Dipterocarpaceae. Son nom dérive du grec (anisos = « inégal » et pteron = « aile ») et fait référence aux lobes inégaux des fruits. Ses espèces sont réparties de Chittagong (au Bangladesh) jusqu'en Nouvelle-Guinée. Huit de ses espèces sont actuellement inscrites sur la liste rouge de l'UICN. Quatre de ces espèces sont considérées comme en danger critique et les quatre autres en voie de disparition. La principale menace est la perte de son habitat. Son bois est dur et léger.

## Principales espèces
- Anisoptera aurea Foxw.
- Anisoptera costata
- Anisoptera curtisii
- Anisoptera grossivenia
- Anisoptera laevis
- Anisoptera marginata
- Anisoptera megistocarpa
- Anisoptera parvifolia Warb.
- Anisoptera reticulata
- Anisoptera scaphula
- Anisoptera thurifera (Blanco) Blume.